# Constantin Alexandru Rosetti
Constantin Alexandru Rosetti, pronunciato [konstanˈtin alekˈsandru roˈseti], (Bucarest, 2 giugno 1816 – Bucarest, 8 aprile 1885) è stato uno scrittore, giornalista e politico romeno.

## Biografia
Nato a Bucarest da una famiglia aristocratica greco-romena Ruset (Roussetos - Ρουσέτος) forse di lontana origine genovese, nel 1845 si trasferì per motivi di studio a Parigi, dove conobbe Alphonse de Lamartine, all'epoca presidente della Società degli Studenti Romeni di Parigi. Tornato in Romania, nel 1847 sposò Mary Grant, sorella del console inglese a Bucarest.
Rosetti prese parte alla Rivoluzione della Valacchia del 1848 e fu uno dei primi arrestati dal principe Gheorghe Bibescu, che lo accusava di complottare per ucciderlo. Dopo l'avvento al potere del governo provvisorio, l'11 giugno 1848, assunse la carica di capo della polizia. Fece parte del governo provvisorio assieme a Nicolae Bălcescu, Alexandru G. Golescu e Ion C. Brătianu, prima come segretario e poi come direttore generale del Ministero degli Interni. Fu inoltre l'editore del primo giornale rivoluzionario, il Pruncul Român.
Dopo la sanguinosa repressione della rivoluzione del 13 settembre 1848, Rosetti venne nuovamente arrestato insieme agli altri capi rivoluzionari. Grazie all'intervento della moglie, probabilmente appoggiata dalla diplomazia inglese, Rosetti venne rilasciato e, con altri rivoluzionari, andò esule in Francia. Mentre era in quel paese, pubblicò una rivista con posizioni favorevoli alla creazione di uno stato unitario in Romania.
Tornato in patria, nel 1861 fu eletto deputato e nel 1866 divenne Ministro della Pubblica Istruzione, ricoprendo anche, sia pur per soli due giorni (15-16 luglio 1866), la carica di Primo Ministro ad interim.
Durante la sua carriera politica, nel 1866 fu favorevole alla deposizione di Alexandru Ioan Cuza, guidò la Camera dei Deputati nel 1877 e fu Ministro degli Interni tra il 1881 ed il 1882.

## Onorificenze
Ad egli è stata intitolata una piazza di Bucarest.